# Hamadryas feronia
Hamadryas feronia is een vlinder uit de onderfamilie Biblidinae en de familie Nymphalidae. De wetenschappelijke naam is gepubliceerd in 1758 door Linnaeus in de tiende editie van Systema naturae.